# AGHARTA
AGHARTA（アガルタ）は、日本での活動を主とするバンド。

## 概要
謎の地底人集団を名乗る男性8人組。一時、頬被り姿で日本各地に出没したが、後の長野オリンピック閉会式や角松敏生のコンサートには素顔で登場した。
メンバーそれぞれにナンバーが振られ、001は長万部太郎（角松敏生）（G.）、002は中村キタロー（B.）、003は浅野祥之（G.）、004は友成好宏（Key.）、005は春名正治（Sax.）、006は田中倫明（Perc.）、007は沼澤尚（Drs.）、008は山田洋（Comp.）と呼ばれる。
「それぞれよく似たミュージシャンが存在し、あまり有名なミュージシャンに似ていないのは、地底人という身分を隠すためである」というギミックを持っている。
もともと、角松や高名なスタジオ・ミュージシャンが名義を隠し新人バンドとしてデビューしたら話題になるか?という実験であったが事前にメンバーの正体が割れ、この試みは失敗に終わりデビュー・アルバムは初回プレス1万枚が即完売。

## WAになっておどろう 〜イレ アイエ〜
NHK教育『みんなのうた』で1997年4月・5月に集中放映されて大きな反響を呼んだ「WAになっておどろう 〜イレアイエ〜」は、同番組で初となる1曲のみで放送時間である5分を使いフルコーラスで発表。世論に後押しされる形で長野オリンピック閉会式における同大会公式テーマソングのテーマ曲に抜擢。1998年（平成10年）2月22日、AGHARTAは長野オリンピックの閉会式の最終部分進行中の会場に突如現れ、前代未聞の生演奏を敢行、世間を驚かせた。当初は当て振りが条件の出演依頼だったが、角松の希望により生演奏での出演となった。
シングル「ILE AIYE 〜WAになっておどろう〜」は20万枚のヒットとなった後に、V6がカバーした『WAになっておどろう』はさらに大きなヒットとなった。また、V6版をTOKIOがカバーした『TOK10』では、メンバーの長万部太郎こと角松がプロデュース・ギター・コーラスで参加。
こうして彼らの代表作となった「WAになっておどろう」は、小学校のダンス授業などに使われることが多くみられる。

### その他のカバー
2004年（平成16年）には、dream（現・Dream）がカバーした。
2010年（平成22年）には、トヨタ・ノアのCMソングに採用された。

## ディスコグラフィー

### シングル
1. ILE AIYE 〜WAになっておどろう〜（1997年5月21日、avex ideak）　最高位：46位
2. Yemaya～何かをみつけよう～（1999年6月16日、EASTWORLD）　沼澤尚 with AGHARTA名義。TBSテレビ「どうぶつ奇想天外!」エンディングテーマ。沼澤のソロ・アルバム『the wings of time』（1999年4月9日、EASTWORLD）への提供曲をリカット。
3. ILLUMINANT（2001年11月21日、BMGファンハウス）　角松敏生/AGHARTA名義。サンリオピューロランド光のパレード・イルミナントの為に角松が書き下ろした楽曲。

### アルバム
1. AGHARTA I（1995年8月16日、インディーズ）
2. AGHARTA II（1995年8月16日、インディーズ）
3. ア・ガ・ル・タ（1996年1月24日、BMGファンハウス）　最高位：35位
4. REVENGE OF AGHARTA（1999年8月21日、BMGファンハウス）　最高位：49位

### 演奏参加
- JIMSAKU「渋谷PILON」アルバム『DISPENSATION』（1996年11月21日、BMGビクター）収録。ボーカル兼演奏として参加。